# Gunther Köhler
Pour les articles homonymes, voir Köhler.
Gunther Köhler, né le 20 mai 1965 à Hanau et mort le 15 juin 2025 à Francfort-sur-le-Main, est un herpétologiste allemand.
Il travaille au Forschungsinstitut und Naturmuseum Senckenberg de Francfort-sur-le-Main.
C'est un spécialiste de l'herpétofaune centre-américaine.

## Mort
Gunther Köhler meurt à Francfort-sur-le-Main le 15 juin 2025 à l’âge de 60 ans .

## Taxons nommés en son honneur
- Oedipina koehleri Sunyer, Townsend, Wake, Travers, Gonzalez, Obando & Quintana, 2011

## Quelques taxons décrits
- Anolis apletophallus Köhler & Sunyer, 2008
- Anolis benedikti Lotzkat, Bienentreu, Hertz & Köhler, 2011
- Anolis bicaorum (Köhler, 1996)
- Anolis campbelli (Köhler & Smith, & 2008)
- Anolis charlesmyersi Köhler, 2010
- Anolis cryptolimifrons Köhler & Sunyer, 2008
- Anolis cusuco (McCranie, Köhler & Wilson, 2000)
- Anolis datzorum Köhler, Ponce, Sunyer & Batista, 2007
- Anolis ginaelisae Lotzkat, Hertz, Bienentreu & Köhler, 2013
- Anolis gruuo Köhler, Ponce, Sunyer & Batista, 2007
- Anolis kreutzi (McCranie, Köhler & Wilson, 2000)
- Anolis monteverde Köhler, 2009
- Anolis muralla (Köhler, McCranie & Wilson, 1999)
- Anolis ocelloscapularis (Köhler, McCranie & Wilson, 2001)
- Anolis osa Köhler, Dehling & Köhler, 2010
- Anolis pseudokemptoni Köhler, Ponce, Sunyer & Batista, 2007
- Anolis pseudopachypus Köhler, Ponce, Sunyer & Batista, 2007
- Anolis roatanensis (Köhler & McCranie, 2001)
- Anolis rubribarbaris (Köhler, McCranie & Wilson, 1999)
- Anolis serranoi (Köhler, 1999)
- Anolis tenorioensis Köhler, 2011
- Anolis unilobatus Köhler & Veselý, 2010
- Anolis utilensis (Köhler, 1996)
- Anolis wampuensis (McCranie & Köhler, 2001)
- Anolis wermuthi (Köhler & Obermeier, 1998)
- Anolis yoroensis (McCranie, Nicholson & Köhler, 2001)
- Anolis zeus (Köhler & McCranie, 2001)
- Bolitoglossa indio Sunyer, Lotzkat, Hertz, Wake, Alemán, Robleto & Köhler, 2008
- Bolitoglossa insularis Sunyer, Lotzkat, Hertz, Wake, Alemán, Robleto & Köhler, 2008
- Bolitoglossa jugivagans Hertz, Lotzkat & Köhler, 2013
- Bolitoglossa mombachoensis Köhler & McCranie, 1999
- Bolitoglossa synoria McCranie & Köhler, 1999
- Corucia zebrata alfredschmidti Köhler, 1997
- Craugastor chingopetaca Köhler & Sunyer, 2006
- Craugastor coffeus (McCranie & Köhler, 1999)
- Ctenosaura alfredschmidti Köhler, 1995
- Ctenosaura flavidorsalis Köhler & Klemmer, 1994
- Ctenosaura oaxacana Köhler & Hasbún, 2001
- Ctenosaura praeocularis Hasbún & Köhler, 2009
- Diasporus citrinobapheus Hertz, Hauenschild, Lotzkat & Köhler, 2012
- Echinosaura brachycephala Köhler, Böhme & Schmitz, 2004
- Enulius bifoveatus Wilson & Köhler, 1999
- Enulius roatanensis Wilson & Köhler, 1999
- Epictia alfredschmidti (Lehr, Wallach, Köhler & Aguilar, 2002)
- Euspondylus caideni Köhler, 2003
- Euspondylus josyi Köhler, 2003
- Euspondylus nellycarrillae Köhler & Lehr, 2004
- Hydrolaetare caparu Jansen, Gonzáles Álvarez & Köhler, 2007
- Morunasaurus peruvianus Köhler, 2003
- Nototriton saslaya Köhler, 2002
- Oedipina fortunensis Köhler, Ponce & Batista, 2007
- Oedipina nica Sunyer, Wake, Townsend, Travers, Rovito, Papenfuss, Obando & Köhler, 2010
- Omoadiphas Köhler, Wilson & McCranie, 2001
- Omoadiphas aurula Köhler, Wilson & McCranie, 2001
- Petracola labioocularis (Köhler & Lehr, 2004)
- Phalotris sansebastiani Jansen & Köhler, 2008
- Phrynopus kauneorum Lehr, Aguilar & Köhler, 2002
- Pristimantis ventriguttatus Lehr & Köhler, 2007
- Rhadinella rogerromani (Köhler & McCranie, 1999)
- Rhinella chavin (Lehr, Köhler, Aguilar & Ponce, 2001)
- Riama laudahnae (Köhler & Lehr, 2004)
- Sibon noalamina Lotzkat, Hertz & Köhler, 2012
- Sibon perissostichon Köhler, Lotzkat & Hertz, 2010
- Thecadactylus oskrobapreinorum Köhler & Vesely, 2011
- Xenopholis werdingorum Jansen, Álvarez & Köhler, 2009